# LaSalle Rapides
LaSalle Rapides byl poloprofesionální kanadský klub ledního hokeje, který sídlil v LaSalle v provincii Québec. V letech 1999–2003 působil v poloprofesionální soutěži Ligue de hockey semi-professionnelle du Québec. Rapides ve své poslední sezóně v LHSPQ (Východní skupina) skončily v základní části na sedmém místě.
Jednalo se o vítěze LHSPQ ze sezóny 1999/00.

## Úspěchy
- Vítěz LHSPQ ( 1× )
  - 1999/00

## Přehled ligové účasti
Zdroj: 
- 1999–2003: Ligue de hockey semi-professionnelle du Québec